# Приморская АЭС

Приморская АЭС —  Планируемая атомная электростанция в Приморском крае. В случае реализации проекта будет первой и самой мощной стационарной АЭС на Дальнем Востоке. Она также может стать первой стационарной АЭС России, расположенной на океаническом побережье.

## Планы и сроки
Строительство станции планируется на территории городского округа ЗАТО Фокино, рядом с закрытым городом Фокино. Более точное местоположение пока не определено, но предварительные работы ведутся вблизи посёлка городского типа Дунай.
Запуск планируется в два этапа:
- 2033 год — ввод в эксплуатацию первого энергоблока с реактором типа ВВЭР-1000 мощностью 1000 МВт.
- 2035 год — запуск второго аналогичного энергоблока.

Таким образом, общая установленная мощность станции составит 2000 МВт.

## Хронология событий
- Конец ноября 2022 года —глава госкорпорации «Росатом» Алексей Лихачев информировал о концепции, которая давно обсуждается в профессиональном сообществе, касательно строительства атомной электростанции на Дальнем Востоке: «В качестве места размещения АЭС предлагалась Амурская область, в районе населенного пункта Новопетровка, либо Приморский края, вблизи поселков Дунай или Ливадия»[3].
- 12 сентября 2023 года — на Восточном экономическом форуме (ВЭФ-2023) Алексей Лихачёв заявил о серьёзном рассмотрении строительства крупных генерирующих мощностей на Дальнем Востоке, включая Приморский край и Хабаровск[4].
- 20 августа 2024 года — опубликован проект Генеральной схемы размещения объектов электроэнергетики до 2042 года, включающий основные параметры Приморской АЭС[1].
- 18 октября 2024 года —  в соответствии с требованиями пункта 28 Правил разработки и утверждения документов перспективного развития электроэнергетики, утвержденных постановлением Правительства Российской Федерации от 30.12.2022 № 2556 вышел проект генеральной схемы, доработанный на базе замечаний и предложений к проекту генеральной схемы, поступивших в рамках общественного обсуждения. В Доработанном проекте Генеральной схемы размещения объектов электроэнергетики до 2042 года проект Приморской АЭС был исправлен в сторону увеличения установленной мощности станции с 1200 до 2000 МВт, изменения типа реакторов с ВВЭР-С/600 на ВВЭР-1000, а также переноса срока первичного ввода электростанции с 2039 года на 2033 год[1][5][6].
- 9 ноября 2024 года — Президент России Владимир Путин поручил главе «Росатома» Алексею Лихачёву рассмотреть возможность ввода в эксплуатацию блоков Хабаровской и/или Приморской АЭС к 2032 году. Срок предоставления доклада — до 1 марта 2025 года[7].
- 9 января 2025 года — Правительство РФ утвердило Генеральную схему размещения объектов электроэнергетики до 2042 года. В схеме предусмотрен ввод Приморской АЭС мощностью 2 ГВт в окрестностях ЗАТО Фокино с 2033 года[8].
- 23 июня 2025 года —  Росатомом был утверждён график строительства первых двух энергоблоков станции[9].

## Информация об энергоблоках
| Энергоблок          | Тип реакторов | Мощность | Мощность | Начало строительства | Подключение к сети | Ввод в эксплуатацию | Закрытие |
| Энергоблок          | Тип реакторов | Чистый   | Брутто   | Начало строительства | Подключение к сети | Ввод в эксплуатацию | Закрытие |
| ------------------- | ------------- | -------- | -------- | -------------------- | ------------------ | ------------------- | -------- |
| Приморская-1 (план) | ВВЭР-1000     | 950 МВт  | 1000 МВт |                      |                    | 2033 (по планам)    |          |
| Приморская-2 (план) | ВВЭР-1000     | 950 МВт  | 1000 МВт |                      |                    | 2035 (по планам)    |          |